# Cratyna alpina
Cratyna alpina är en tvåvingeart som först beskrevs av Werner Mohrig 1978.  Cratyna alpina ingår i släktet Cratyna och familjen sorgmyggor.
Artens utbredningsområde är Österrike. Inga underarter finns listade i Catalogue of Life.